# Chinchón (boisson)
Pour les articles homonymes, voir Chinchón.
 (juillet 2021).
Le Chinchón est une boisson alcoolisée anisée bénéficiant d'une Indication Géographique Protégée. Il est produit et mis en bouteille dans la ville de Chinchón, dans la Communauté de Madrid.

## Production
Entre les XIe et XIIe siècles, la vigne et l'anis ont commencé à être cultivés dans les champs de Chinchón. Au cours du XIXe siècle, la Sociedad de Cosecheros de Vino, Vinagres y Aguardiente de Chinchón a été créée, qui était également chargée de la production et de la commercialisation de l'anis. Elle s'est ensuite scindée pour former la Sociedad Cooperativa Alcoholera de Chinchón, en 1911, qui était exclusivement chargée de la production, de la distribution et de la protection de ce distillat. Cette société est à l'origine de la création de l'Indication géographique protégée.
Pour produire cette liqueur, les graines d'anis vert (Pimpinella anisum) sont sélectionnées et placées dans une solution d'alcool d'origine agricole et de degré d'alcool moyen. Cette solution est stockée et laissée à macérer pendant 12 à 14 heures. Cette solution est ensuite placée dans un alambic en cuivre à double fond dans lequel on introduit de la vapeur d'eau pour éviter que la liqueur n'adhère à la chaudière.
Comme pour la production de brandy, le Chinchón est élaboré à partir de l'eau-de-vie la plus « pure », avec une teneur en alcool comprise entre 74 % et 79 %. Cette teneur en alcool diminue au fur et à mesure que le distillat est édulcoré avec du sirop de glucose et du sucre. Pour éviter de produire un chinchón sucré, on peut également ajouter de l'eau déminéralisée pour diminuer la teneur en alcool. La liqueur est infusée avec des huiles essentielles de la graine d'anis.
Il existe quatre variétés de Chinchón en fonction de leur teneur en alcool. Le Chinchón doux contient environ 200 grammes de sucre par litre de liqueur et a une teneur en alcool comprise entre 35 et 40 degrés, le chinchón sec entre 40 et 50 degrés, le Chinchón extra sec entre 50 et 55 degrés et le Chinchón spécial sec a 74 degrés.

## Caractéristiques et dégustation
Le Chinchón doit être transparent, avec une saveur anisée et doit avoir un goût plus ou moins sucré selon la gamme choisie. Il est généralement servi dans un verre anisé. Elle peut être consommée pure, mélangée à de l'eau, à température ambiante ou réfrigérée.